# Луговск
Луговск — село в Красногвардейском районе Оренбургской области. Входит в состав Подольского сельсовета.

## География
Село находится на расстоянии менее 3 км к востоку от села Плешаново, административного центра района.

### Часовой пояс
Село Луговск, как и вся Оренбургская область, находится в часовой зоне МСК+2. Смещение применяемого времени относительно UTC составляет +5:00.

## История
Село основано немцами-меннонитами в 1891—1892 годах.

## Население
| 2010 |
| ---- |
| 908  |

### Национальный состав
Согласно результатам переписи 2002 года, в национальной структуре населения русские составляли 58 % из 971 чел. В селе также проживают башкиры.

## Улицы
| - ул. Бригадный, - пер. Весенний, - ул. Дружбы, - пер. Заводской, | - пер. Зелёный, - ул. Мельничный, - ул. Центральная, - ул. Юбилейная. |